# Agglomeration Stettin

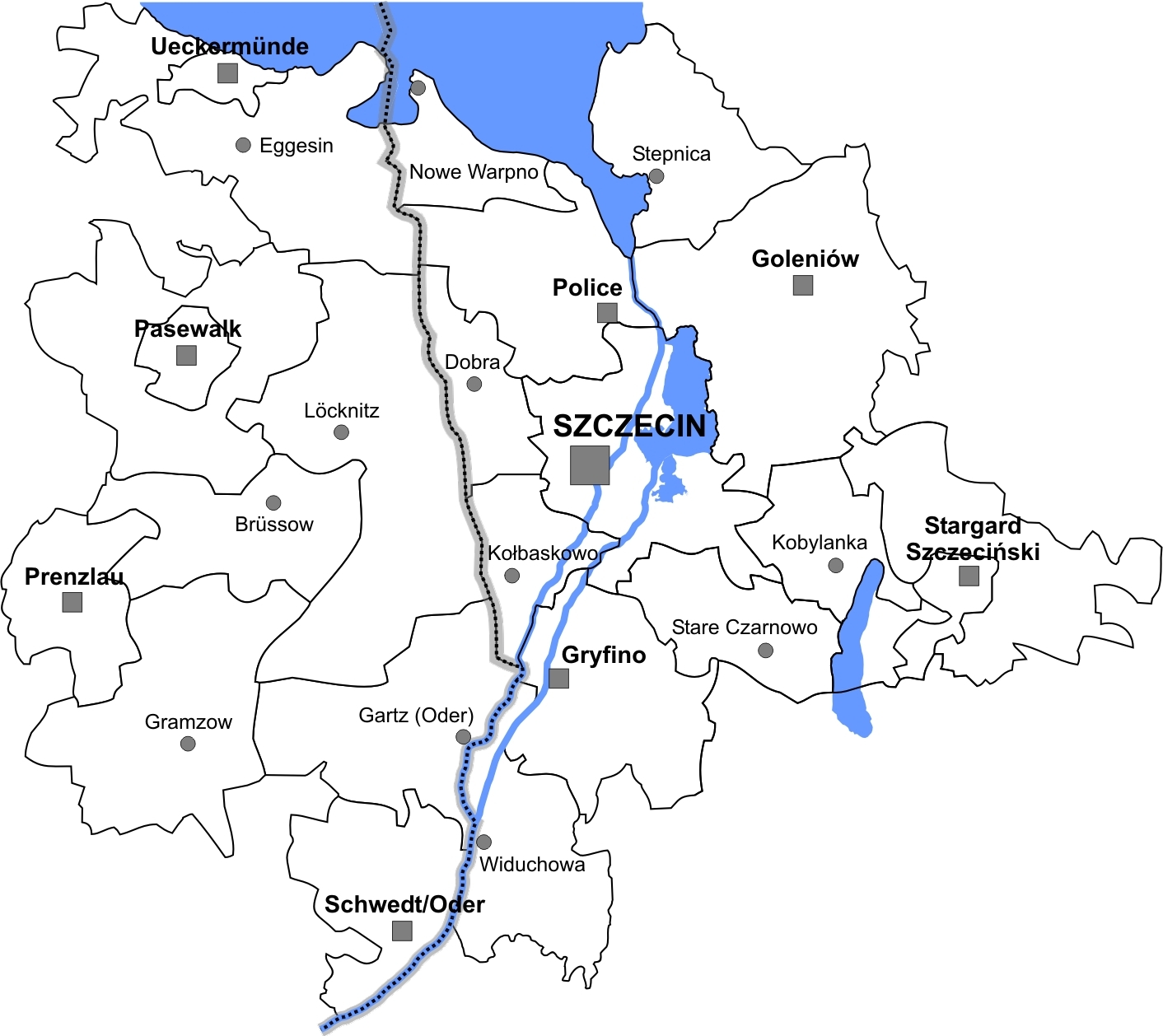
Stettin und Umland

Die Agglomeration Stettin (polnisch Aglomeracja Szczecińska) um die Stadt Stettin (Szczecin) stellt einen der neun funktionalen Verflechtungsräume im Siedlungssystem der Republik Polen dar. Im Zuge des europäischen Integrationsprozesses gewinnt Stettin als Oberzentrum in der deutsch-polnischen Grenzregion zunehmend an Bedeutung. Im engeren Verdichtungsraum leben auf einer Fläche von 5248,94 km² insgesamt 777.321 Einwohner (2012).
Es wird die Entwicklung einer europäischen Metropolregion Stettin zur länderübergreifenden Zusammenarbeit angestrebt. Diese würde nach etablierter Struktur neben der Kernstadt Stettin die angrenzenden Landkreise Mecklenburgische Seenplatte, Vorpommern-Greifswald, Uckermark auf deutscher sowie die Powiate Goleniów, Gryfino, Kamień, Police und Stargard und die Hafenstadt Swinemünde auf polnischer Seite umfassen. Im Jahr 2015 lebten in diesem Gebiet gut 1,46 Millionen Menschen. Damit hätte sie in etwa so viele Einwohner wie die Metropolregion von Krakau („Krakowski Obszar Metropolitalny“), allerdings auf größerer Fläche.
Auf einer Tagung im Oktober 2013 äußerte der damalige Ministerpräsident Mecklenburg-Vorpommerns, Erwin Sellering, dass der Großraum Stettin neben dem Großraum Berlin zum Entwicklungsmotor für den Osten des Bundeslandes werden solle, ähnlich wie dies die Metropole Hamburg und die Regiopole Rostock für den Westen erreichten. In der Gemeinde Löcknitz befindet sich mit der „Kommunalgemeinschaft Euroregion Pomerania e. V.“ eine Koordinierungsstelle für die Entwicklung der Metropolregion Stettin und ihre Einbindung in den Ostseeraum mit den Partnerländern Deutschland, Polen, Schweden und Dänemark. Mit dem „Haus der Wirtschaft Stettin“ gibt es eine Institution der IHK Neubrandenburg zur Förderung der Wirtschaftsbeziehungen im deutsch-polnischen Raum.